# Vakhtapur (stato)
Lo Stato di Vakhtapur fu uno stato principesco del subcontinente indiano, avente per capitale la città di Vakhtapur.

## Storia
Lo stato di Vakhtapur era uno stato parte dei Pandu Mehwas, sotto l'Agenzia di Rewa Kantha. Esso venne retto da capi Rajput e comprendeva un singolo villaggio. Su una superficie di 3,88 km2, aveva una popolazione di 244 abitanti (nel 1901) e produceva una rendita annua di 816 rupie (in gran parte dalla terra agricola), di cui 116 venivano pagate allo Stato di Baroda di cui Vakhtapur era tributario.